# 勇者逆襲 (第一季)
《勇者逆襲：第一季》（英語：Strike Back: Project Dawn）是一部由十集組成、於天空第一台和Cinemax播出的英美合拍電視劇。該劇改編自小說家和前空降特勤隊（SAS）士兵克里斯·萊恩的同名小說，同時也是《勇者逆襲》的第一季，由左岸影視製作。該劇的主演包括菲利普·溫徹斯特、蘇利文·斯坦布萊頓、亞曼達·米蓮、伊娃·柏西斯托、蜜雪兒·盧卡斯和雷斯漢·史東；而前一部（季）《絕地救援》的演員中僅李察·阿米塔吉回歸。該劇主要描述於英國國防情報組（DI）的「第20小隊」部門的故事，其中兩名探員麥可·史東布里吉中士和戴米恩·史考特隨著團隊追捕著策劃「黎明計劃」的全球性恐怖份子拉提夫。
該劇播出後，天空隨即續訂了第二季，並與美國公司Cinemax達成協議，使該劇再次成為Cinemax的原創劇集。為了詮釋自身角色，幾名主要演員與空降特勤隊及特殊舟艇隊的前軍官們一起培訓了一個月。其拍攝於2011年2月開始在南非和匈牙利進行。
在美國，《勇者逆襲：第一季》於2011年8月12日在Cinemax播出，並有著超過110萬名觀眾收看，為自2005年以來該頻道的最高收視。後來，它於8月21日在英國的天空第一台播出，並獲得了比《絕地救援》更高的收視。該劇在美國獲得了普遍正面的評價，但在英國則較為兩極。影評人將它和其他電視劇進行了比較，其中包括《24小時反恐任務》、《危機四伏》、《英國刑警組》和《反恐特勤隊》。《勇者逆襲：第一季》的區域2DVD和藍光光碟於2011年11月14日開始發行。2011年10月14日，Cinemax的宣布，下一季仍為10集所組成。

## 演員和角色
- 菲利普·溫徹斯特 飾 麥可·史東布里吉
- 蘇利文·斯坦布萊頓 飾 戴米恩·史考特
- 亞曼達·米蓮（英语：Amanda Mealing） 飾 艾莉諾·葛蘭上校
- 伊娃·柏西斯托（英语：Eva Birthistle） 飾 凱特·馬歇爾上尉
- 雷斯漢·史東（英语：Rhashan Stone） 飾 奧利佛·辛克萊少校
- 蜜雪兒·盧卡斯（英语：Michelle Lukes） 飾 茱莉亞·里奇蒙中士
- 吉米·米斯垂 飾 拉提夫

## 集數
| 总集数 | 標題   | 導演              | 編劇            | 美國首播日期   | 美國收視 （百萬） | 英國首播日期   | 英國收視 （百萬） |
| ------ | ------ | ----------------- | --------------- | -------------- | ----------------- | -------------- | ----------------- |
| 7      | 第一集 | 丹尼爾·珀西瓦里   | 法蘭克·史巴尼茲 | 2011年8月12日  | 0.567             | 2011年8月21日  | 1.137             |
| 8      | 第二集 | 丹尼爾·珀西瓦里   | 法蘭克·史巴尼茲 | 2011年8月19日  | 0.169             | 2011年8月28日  | 1.185             |
| 9      | 第三集 | 比爾·伊格爾斯     | 法蘭克·史巴尼茲 | 2011年8月26日  | 0.255             | 2011年9月4日   | 1.098             |
| 10     | 第四集 | 比爾·伊格爾斯     | 法蘭克·史巴尼茲 | 2011年9月9日   | 0.212             | 2011年9月11日  | 1.090             |
| 11     | 第五集 | 亞歷克斯·福爾摩斯 | 李察·扎迪克     | 2011年9月16日  | 0.302             | 2011年9月18日  | 0.982             |
| 12     | 第六集 | 亞歷克斯·福爾摩斯 | 李察·扎迪克     | 2011年9月23日  | N/A               | 2011年9月25日  | 1.022             |
| 13     | 第七集 | 保羅·威爾斯赫斯特 | 賽門·伯克       | 2011年9月30日  | 0.270             | 2011年10月2日  | 0.943             |
| 14     | 第八集 | 保羅·威爾斯赫斯特 | 賽門·伯克       | 2011年10月7日  | 0.335             | 2011年10月9日  | 1.104             |
| 15     | 第九集 | 丹尼爾·珀西瓦里   | 東尼·聖         | 2011年10月14日 | 0.244             | 2011年10月16日 | 1.061             |
| 16     | 第十集 | 丹尼爾·珀西瓦里   | 東尼·聖         | 2011年10月21日 | 0.249             | 2011年10月23日 | 1.126             |

## 外部連結
- Strike Back （页面存档备份，存于）於Sky1上
- Strike Back （页面存档备份，存于）於Cinemax上
- 互联网电影数据库（IMDb）上《Strike Back》的资料（英文）